# NA-2112
La NA-2112 comunica con la NA-178 el barrio navascuesino de Aspurtz.

## Recorrido
| Denominación | Kilómetro | Salida             | Carretera          | Dirección                  |
| ------------ | --------- | ------------------ | ------------------ | -------------------------- |
| NA-2112      | 0         |                    | NA-178             | Lumbier Navascués Pamplona |
| NA-2112      | 1         | Travesía de Aspurz | Travesía de Aspurz | Travesía de Aspurz         |

- Datos: Q12264064